# Gilbert Bodart
Gilbert Bodart   (Ougrée, 2 de setembre de 1962) és un exfutbolista belga, que jugava de porter. Posteriorment va fer d'entranador de futbol.

## Selecció de Bèlgica
Va formar part de l'equip belga a la Copa del Món de 1986. Jugà 470 partits oficials a l'Standard de Liège.